# Сукре
Вижте пояснителната страница за други значения на Сукре.
Су̀кре (на испански: Sucre) е конституционната и съдебна столица на Боливия, която е разположена в централната част на страната.
По време на испанската колониална ера градът се наричал Чаркас, след това – Ла Плата, и чак през 1839 година името на града е сменено на Сукре.

## Географско разположение
Сукре е планинска столица и със своята средна надморска височина от 2700 m е една от най-високо разположените столици в света. Ниската надморска височина в сравнение с останалите градове в Боливия е причината за по-високите температури в града.

## История
На 30 ноември 1538 година Сукре е открит от Педро Анзурес. През голяма част от историята си Сукре е под влиянието на Испания, което допринесло до стила на архитектурата му. До днес планинското градче остава център на католическата църква в Боливия. За дълга част от своята колониална история, умерената температура е предпочитана от кралското семейство и богати семейства, замесени в търговията на сребро, идващо от Потоси. Градският университет (на испански: Universidad Mayor Real & Pontificia de San Francisco Xavier de Chuquisaca) е един от най-старите университети в света.

## Туризъм
Сукре привлича хиляди туристи всяка година благодарение на добре запазения си център със сгради, датиращи от 18 и 19 век. Планинската столица е известна също и със своя ежегоден и колоритен фестивал Пужлей, провеждащ се през март. Със своите бели сгради Сукре се счита за един от най-добре запазените испански градове в Южна Америка и е под закрилата на ЮНЕСКО от 1991 г.